# Теплиця

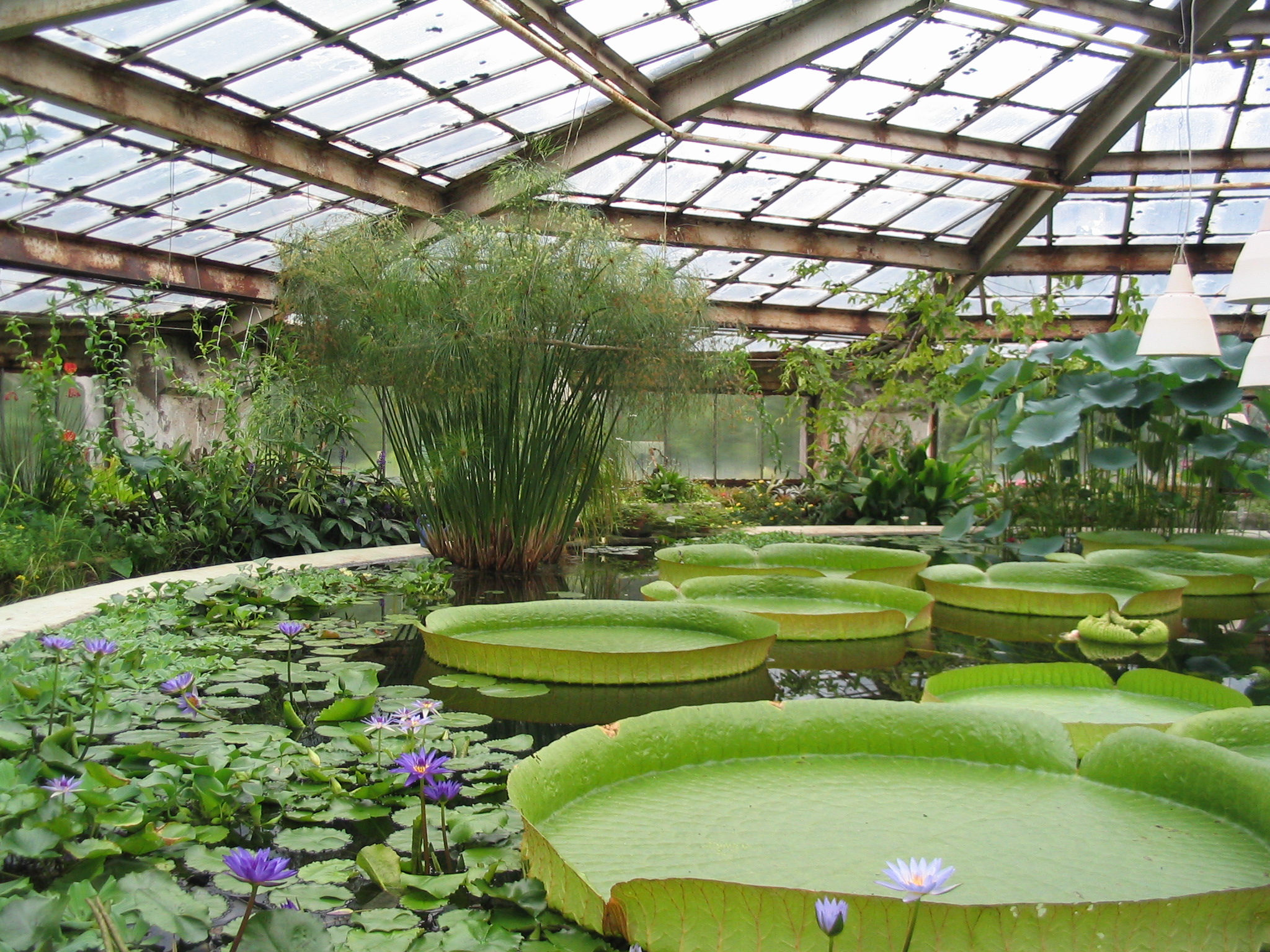
Victoria amazonica (велетенська амазонська водяна лілія) у великій теплиці Санкт-Петербурзького Ботанічного саду.

Тепли́ця — конструкція зі стінами та дахом, зроблена з прозорого матеріалу, такого як скло, в яких вирощують рослини, які потребують регульованих кліматичних умов. Ці конструкції розміром від невеликих до промислових приміщень. Мініатюрна теплиця відома як парник. Температура всередині теплиці за рахунок сонячного світла стає вищою, ніж температура навколишнього середовища назовні, захищаючи приміщення в холодну погоду.
Багато комерційних скляних теплиць або теплиць є високотехнологічними виробничими приміщеннями для вирощування овочів або квітів. Скляні теплиці заповнені обладнанням, включаючи екрануючі установки, опалення, охолодження, освітлення і можуть контролюватися комп'ютером для оптимізації умов росту рослин. Для оцінки оптимальності ступенів і коефіцієнта комфорту парникового мікроклімату (тобто температури повітря, відносної вологості і дефіциту тиску пари) використовують різні методи, щоб зменшити ризик виробництва до культивування конкретної культури.

## Типи

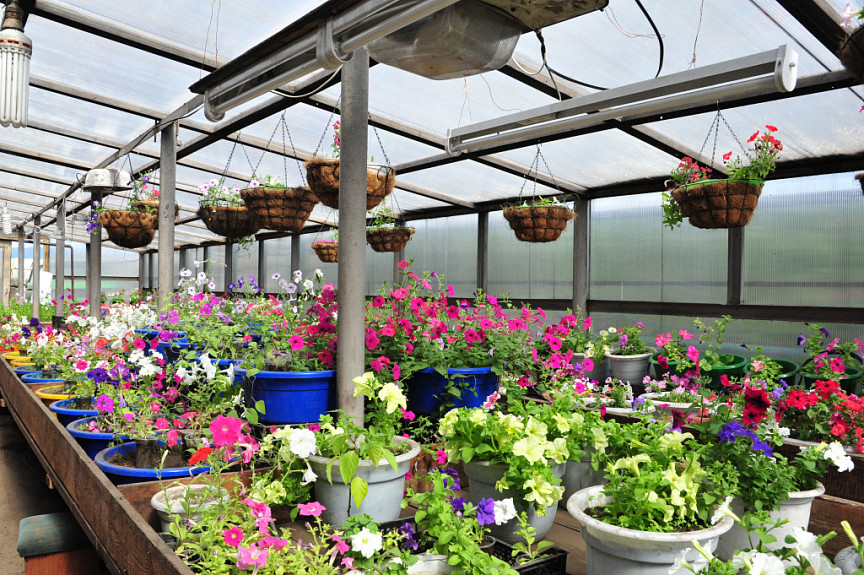
Квіти у теплиці

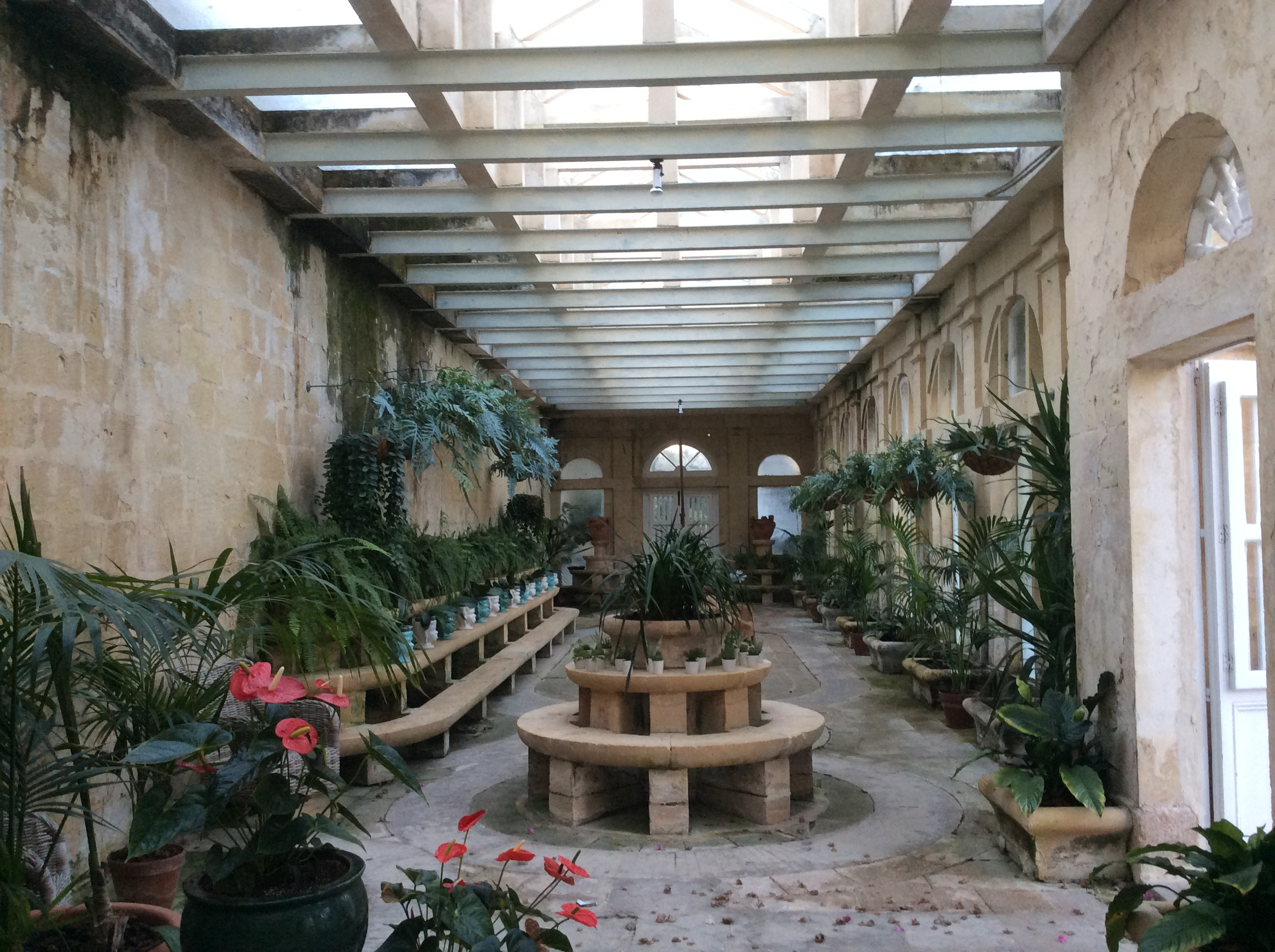
Рекреаційна теплиця (зимовий сад) у Палаццо Парізіо, Мальта.

У внутрішніх теплицях використовуване скло, як правило, становить 3 мм «садівничого скла», яке є гарним склом та не повинно містити повітряних бульбашок (які можуть призвести до випалювання листя, діючи як лінзи).
Найбільш використовуваними пластмасами є поліетиленові плівки та багатошарові листи з полікарбонатного матеріалу або органічного скла PMMA.
Багато комерційних скляних теплиць або теплиць є високотехнологічними виробничими приміщеннями для вирощування овочів або квітів. Скляні теплиці заповнені обладнанням, включаючи екрануючі установки, опалення, охолодження, освітлення і можуть контролюватися комп'ютером для оптимізації умов росту рослин.

### Голландське світло
У Великій Британії та інших країнах Північної Європи історично використовувалася панель садово-паркового скла, яка називалася «голландським світлом» як стандартна одиниця конструкції з розмірами 730 мм x 1422 мм. Цей розмір дає більшу засклену площу в порівнянні з використанням менших панелей, наприклад, шириною 600 мм, як правило, використовується в сучасних внутрішніх конструкціях, які потім потребують більшої опори для даного загального розміру теплиці. Стиль теплиці з похилими сторонами (що призводить до ширшої основи, ніж на висоті карниза) і використання цих панелей нерозрізаними також часто називають «дизайном голландського світла», а парник використовує повноцінний або напівпанельний як «голландський» або «напівголландський» розмір.

### Геотермальні теплиці
В деяких країнах в якості альтернативної енергії для опалювання використовують геотермальну енергію. В Німеччині, наприклад є геотермальний тепличний комплекс Biohof площею 26 га. Ця сучасна теплиця в Баварії функціонує завдяки гарячій воді +120 °C з муніципальної свердловини. Економія, порівняно з газовим опаленням, щорічно становить 7,5 млн м³ природного газу і 14 млн кг викидів CO2.

## Варто почитати
- Bakker, J.C. Model Applications for Energy Efficient Greenhouses in the Netherlands: Greenhouse Design, Operational Control and Decision Support Systems. International Society for Horticultural Science. Архів оригіналу за 9 лютого 2019. Процитовано 8 жовтня 2012. (необхідна підписка)
- Campen, J.B. Greenhouse Design: Applying CFD for Indonesian Conditions. International Society for Horticultural Science. Архів оригіналу за 9 лютого 2019. Процитовано 8 жовтня 2012. (необхідна підписка)